# Menina Má
"Menina Má" é o single de estreia da artista musical brasileira Anitta, lançado em 16 de março de 2012 para execução nas rádios, servindo como o primeiro single oficial de seu EP de estreia homônimo e também incluída em seu primeiro álbum de estúdio. A música foi produzida por Rick Joe, na época ainda pela Furacão 2000. Foi relançada como promocional em 3 de novembro de 2014 através da Warner Music Brasil mantendo o arranjo original de Rick Joe. A música que foi a primeira composta e gravada por Anitta, recebeu um clipe que teve como cenário uma oficina mecânica no Rio de Janeiro. A letra da canção ressalta a sensualidade da mulher moderna. Uma nova versão ao vivo produzida por Hitmaker e Hitzin foi incluída no seu novo álbum de 2024, Ensaios da Anitta.

## Apresentações ao vivo
A música foi apresentada no primeiro DVD da cantora Meu Lugar, além de ser incluída nas turnês Show das Poderosas Tour, Meu Lugar Tour e Bang Tour.

## Vídeo musical

### Sinopse
O clipe mostra Anitta como uma menina que foi rejeitada e chacoteada na infância pelo seu primeiro namorado, o tempo passa e ela se tornou uma mulher fatal, que nunca esqueceu o desprezo que seu antigo namorado lhe fez e não pensa em outra coisa que não seja se vingar do homem que partiu seu coração, sendo uma menina má que tortura seu parceiro numa relação assimétrica, negando confirmação de seu afeto, e muito menos o contrário, até o ponto em que ele se torna obcecado e o despreza.

## Formatos e faixas
| Download digital |                      |                |         |  |
| N.º              | Título               | Compositor(es) | Duração |  |
| 1.               | "Menina Má"          | Anitta         | 2:55    |  |
| 2.               | "Show das Poderosas" | Anitta         | 2:30    |  |

| EP             |                              |                                                  |         |  |
| N.º            | Título                       | Compositor(es)                                   | Duração |  |
| 1.             | "Meiga e Abusada"            | Larissa Machado, Jeferson Junior, Claudia Regina | 3:49    |  |
| 2.             | "Show das Poderosas"         | Anitta                                           | 2:30    |  |
| 3.             | "Menina Má"                  | Anitta                                           | 2:55    |  |
| 4.             | "Tá na Mira"                 | Anitta                                           | 2:51    |  |
| 5.             | "Show das Poderosas" (vídeo) | Machado, Junior, Regina                          | 2:51    |  |
| Duração total: | Duração total:               | Duração total:                                   | 12:09   |  |

## Histórico de lançamento
| País   | Data                  | Formato          | Gravadora |
| ------ | --------------------- | ---------------- | --------- |
| Brasil | 16 de março de 2012   | Airplay          | Warner    |
| Brasil | 3 de novembro de 2014 | Download digital | Warner    |